# Триус, Эсфирь Борисовна
Эсфирь Борисовна Триус (псевдоним — Ирина Борисовна Триус; 20 февраля 1925, Москва, СССР — 11 августа 2003, Атланта, Джорджия, США) — русская писательница.

## Биография
Родилась в семье учительницы (София Абрамовна Лисагор) и статистика сельского хозяйства (Борис Владимирович Триус). У неё было два брата — старший Михаил (погиб на фронте) и младший Евгений. Последний стал для Ирины «главной духовной опорой» в жизни.
В годы войны находилась в эвакуации. Была бригадиром студенческого отряда на строительстве Томской окружной дороги. В это время перенесла тяжёлую простуду, которая повлияла на всю дальнейшую жизнь.
Увлекаясь с детства техникой, окончила МИИТ (1949). Практику проходила на Кавказе, где водила поезда, затем два года работала в депо «Москва-I». Тяжёлая болезнь, случившаяся вследствие простуды в эвакуации, на много десятилетий приковала её к кровати. Перенесла две сложные, но безрезультатные операции к середине 1980-х годов. Множество диагнозов не подтверждалось. Постепенно стала заниматься литературным творчеством. Её книга «Жить стоит», в которой она во многом обобщила свою жизнь инвалида первой группы, была удостоена премии Николая Островского. Уже будучи больна, сумела получить второе образование и выучить пять языков — немецкий, английский, польский, чешский и болгарский. Впоследствии работала старшим научным сотрудником в отделе технической информации Министерства путей сообщения и занималась преподаванием детям в тех больницах, где находилась на лечении.
Последние годы жизни провела в США.

## Отзывы
Лидия Графова так отозвалась о книге Триус «Жить стоит»: 
Могу свидетельствовать: это как раз тот случай, когда человек берётся за перо не из праздного желания что-то эдакое сочинить, а из настоятельной потребности поделиться с людьми главными выстраданными истинами, ради которых стоит жить.
Она также писала о Триус: «Со свойственной ей щедростью она пускает нас в свои сокровенные думы. Не сочинённые. Выстраданные. Тем они и драгоценны».
Все книги автора носят автобиографический характер.

## Награды и звания
- Орден «Знак Почёта»
- Медали
- Премия им. Н.Островского (1968)
- Член Союза писателей СССР (1977)

## Произведения

### Проза
- Триус И. Б. Спасибо вам люди!. — М. : Сов. Россия, 1965. — 64 с. — (Рассказы о красоте душевной).
- Триус И. Б. Жить стоит : Докум.-худож. повесть. — М. : Сов. Россия, 1969. — 143 с.
- Триус И. Б. Год жизни. — М. : Правда, 1975. — 47 с. — (Библиотека «Огонёк»; № 15).
- Триус И. Б. Здравствуй, Марите! // Москва. — 1985. — № 8. — С. 125—135.
- Триус И. Б. Дорога длиною в жизнь. — М. : Сов. писатель, 1989. — 270 с. — 30 000 экз. — ISBN 5-265-00643-5.

### Публицистика
- Триус И. Б. Я всю жизнь богата // Юность. — 1986. — № 5. — С. 68—79.